# Tupolev Tu-126
 Tupolev Tu-126 (označení NATO "Moss") byl sovětský letoun včasné výstrahy (AWACS) vyvinutý z dopravního letounu Tupolev Tu-114. V letectvu SSSR sloužil mezi lety 1965 až 1984, kdy byl nahrazen stroji Berijev A-50.

## Specifikace (Tu-126)

### Technické údaje
- Osádka: 12 (plus rezervní posádka)
- Délka: 56,5 m
- Rozpětí: 51,4 m
- Výška: 16,05 m
- Nosná plocha: 311,1 m²
- Hmotnost (prázdný): 103 000 kg
- Vzletová hmotnost: 171 000 kg
- Kapacita paliva: 60 800 kg
- Pohonná jednotka: 4 × turbovrtulový motor NK-12MV, každý o výkonu 11 033 kW (14 795 hp)

### Výkony
- Maximální rychlost: 790 km/h
- Cestovní rychlost: 520 km/h
- Dolet: 7 000 km
- Dostup: 10 700 m
- Poměr výkon/hmotnost: 0,26 kW/kg